# 広島市の土地区画整理事業一覧
広島市の土地区画整理事業一覧（ひろしましのとちくかくせいりじぎょういちらん）は、
広島市内で実施中、また実施されたの土地区画整理事業の一覧である。

## おもな事業
- 大芝土地区画整理事業（広島市、昭和32(1957).7.12-昭和45(1970).10.23、県施行）
- 己斐土地区画整理事業（広島市、昭和21(1946).10.4-昭和48(1973).4.3、市施行）
- 別所土地区画整理事業（広島市、昭和42(1967).12.15-昭和47(1972).7.28、市（旧佐東町）施行）
- 段原（西部）土地区画整理事業（広島市、昭和46(1971).1.29-平成18(2006).4.26　、市施行）
- 高陽第一土地区画整理事業（広島市、昭和47(1972).9.16-昭和60(1985).3.8、市施行）
- 祇園第一土地区画整理事業（広島市、昭和51(1976).2.10-平成9(1997).1.31、市施行）
- 五日市駅北口土地区画整理事業（広島市、昭和61(1986).2.25-平成2(1990).8.4、市施行）
- 古川土地区画整理事業（広島市、昭和62(1987).3.2-平成11(1999).9.10、市施行）
- 中講土地区画整理事業（広島市、平成4(1992).4.13-平成12(2000).1.31、市施行）
- 段原東部土地区画整理事業（広島市、昭和46(1971).1.29-、市施行）
- 向洋駅周辺青崎土地区画整理事業（広島市、平成11(1999).3.31-、市施行）
- 広島市二葉の里地区土地区画整理事業（都市再生機構ほか）
  - 広島駅北口の整備事業と連動した開発事業。JR広島病院、広島がん高精度放射線治療センターなどが建設された。